# سلیم‌ساغول
سلیم‌ساغول، روستایی از توابع بخش مرکزی شهرستان مهاباد در استان آذربایجان غربی ایران است. نام این روستا از کامه سیر (ساریمساق) گرفته شده است.

## جمعیت
این روستا در دهستان مکریان غربی قرار دارد و براساس سرشماری مرکز آمار ایران در سال ۱۳۸۵، جمعیت آن ۲۲۵ نفر (۳۷ خانوار) بوده‌است.